# Мало (Вашингтон)
Мало (англ. Malo) — переписна місцевість (CDP) в США, в окрузі Феррі штату Вашингтон. Населення — 32 особи (2020).

## Географія
Мало розташоване за координатами 48°47′59″ пн. ш. 118°36′43″ зх. д. / 48.79972° пн. ш. 118.61194° зх. д. (48.799764, -118.611923).  За даними Бюро перепису населення США в 2010 році переписна місцевість мала площу 0,30 км², уся площа — суходіл.

## Демографія
Згідно з переписом 2010 року, у переписній місцевості мешкало 28 осіб у 10 домогосподарствах у складі 7 родин. Густота населення становила 93 особи/км².  Було 17 помешкань (57/км²).
Расовий склад населення:
| - 78,6 % — білих - 10,7 % — осіб інших рас |

До двох чи більше рас належало 10,7 %. Частка іспаномовних становила 10,7 % від усіх жителів.
За віковим діапазоном населення розподілялося таким чином: 32,1 % — особи молодші 18 років, 53,6 % — особи у віці 18—64 років, 14,3 % — особи у віці 65 років та старші. Медіана віку мешканця становила 54,0 року. На 100 осіб жіночої статі у переписній місцевості припадало 115,4 чоловіків;  на 100 жінок у віці від 18 років та старших — 90,0 чоловіків також старших 18 років.
Цивільне працевлаштоване населення становило 0 осіб. 